# Příkopový jev
Příkopový jev nebo příkopový efekt je fyzikální jev, při kterém dochází v uzavřeném prostoru (například eskalátorové šachtě v metru) zahříváním nakloněného povrchu vlivem vzniklého ohně, a k následnému rozšíření ohně a kouře směrem nahoru. Příkopový jev je důsledkem působení dvou jiných a zdánlivě nesouvisejících jevů, a to Coandova jevu a celkového vzplanutí. Jev byl objeven v roce 1987 během vyšetřování požáru ve stanici King's Cross v londýnském metru.

## Průběh jevu
Jev nastává tehdy, když oheň začne hořet bezprostředně u strmě nakloněného povrchu v uzavřeném prostoru. V souladu s Coandovým jevem si plameny „lehnou“ k povrchu, který začne být zahříván. Během zahřívání dochází k vypouštění spalin a plynů, u kterých by mohlo dojít ke vznícení a výbuchu. Povrch se zahřívá směrem nahoru, jakmile dosáhne zahřátí povrchu místa, kde uzavřený prostor končí, nebo kde končí strmý povrch, dojde k tomu, že se plameny a kouř také vychrlí po zahřátém povrchu směrem nahoru. Proud plamenů a kouře proudí směrem nahoru do té doby, dokud není vyčerpána veškerá hořlavina.

## Důsledky
Zatímco tedy plameny a kouř v takovém prostoru stoupají nahoru, směrem dolů ani kouř, ani plameny neklesají. To znamená, že pokud se člověk ocitne v prostoru, kde dojde ke spuštění příkopového jevu, měl by před požárem utíkat dolů. Vše, co se nalézá nahoře, zasáhne proud plamenů a člověk, který by před plameny utíkal směrem vzhůru, má nízkou šanci přežití.[zdroj?]

## Objevení jevu
Když 18. listopadu 1987 vypukl na dřevěném pohyblivém schodišti v londýnském metru ve stanici King's Cross malý požár kvůli odhozené zápalce, požár začal postupovat podle příkopového jevu tak, že nejdříve eskalátor zahřál. Jelikož požár nebyl včas uhašen pracovníky metra ani hasiči, požár se zvětšil a eskalátor se zahřál celý. Pak náhle došlo k vychrlení proudu ohně směrem do vestibulu metra, kde v mezičase byli lidé. Zatímco celý vestibul hořel a na ulici se chrlil kouř, v podzemních prostorech a na nástupištích v metru nehořelo, a tak se lidé z těchto prostor mohli evakuovat vlaky podzemní dráhy. 
Na vyšetření příčin této katastrofy byla sestavena vyšetřovací skupina vedená Desmondem Fennellem. Vyšetřovatelé kontaktovali univerzitu, kde byla v počítači vytvořena simulace ohně. Zatímco dosud známé fyzikální poznatky říkaly, že oheň má hořet směrem kolmo nahoru, simulace ukázala nečekaně, že si oheň „lehl“ na schody. Hypotézu, že došlo k takové okolnosti, si vyšetřovatelé chtěli ověřit, a proto na pronajaté farmě postavili model eskalátorové šachty a vestibulu stanice King's Cross. Stejně jako v reálné stanici po nějaké době došlo k zahřátí eskalátorů a vychrlení ohně do vestibulu. Zkoumání tedy ukázalo, že za katastrofu mohl jev, který byl vědcům do té doby neznámý.

## Případy příkopového jevu
- Požár na King's Cross – 18. listopad 1987 – Odhozený nedopalek zapálil mazivo eskalátoru poseté směsí odpadu, vzniklý požár zahřál eskalátor a ohně se později nahnal do vestibulu stanice. V důsledku příkopového jevu zemřelo 31 lidí.[3]